# Matica hrvatska (Gospić)
Matica hrvatska u Gospiću na području Like djeluje od 1843. godine, samo godinu dana nakon osnutka Matice hrvatske (ilirske) u Zagrebu, s prvim povjerenikom u Gospiću, trgovcem Antom Prpićem, a iste godine počeli su djelovati Matični povjerenici u Gračacu, Korenici, Otočcu, Karlobagu, Buniću, Medku, Udbini i drugim mjestima preko kojih se širio krug pretplatnika na Matičina izdanja. 
S promjenjivim brojem članova, od 20 do 200 u Gospiću je Matica naročito uspješno djelovala od 1966. do 1972. godine.
U to je vrijeme Matica hrvatska u Gospiću objelodanila tri zbirke pjesama - "Zir" Zlatka Tomičića, "Tisuću konjanika" Ranka Šimića i "Kamen Krekovače" Jovana Price te Lički kalendar (1968.), a postavila je i šest spomen-ploča književnicima i umjetnicima, u Gospiću: Josipu Draženoviću, Vjenceslavu Novaku, Budi Budisavljeviću, Juri Turiću i Miroslavu Kraljeviću, a u Vrhovinama Silviju Strahimiru Kranjčeviću. Nakon nasilnog prekida u trajanju od 18 godina, nakon što je jugoslavenska, komunistička vlast 1972. godine zabranila i raspustila Maticu hrvatsku, 1990. godine Dr. Ante Rukavina, predsjednik i Milan Milinković - Milček, tajnik među prvima u Hrvatskoj ponovo osnivaju Ogranak Matice hrvatske u Gospiću, kojim međutim zbog razaranja Gospića tijekom velikosrpske agresije na Hrvatsku nije mogao djelovati sve do 1994. godine kad je održana skupština ogranka, nakon tragične smrti dr Ante Rukavine, i od kad je počeo rad novoimenovanog predsjedništva.
Od 1994. do konca 2001. godine Matica hrvatska u Gospiću organizirala je 45 javnih, kulturnih manifestacija - znanstvenih predavanja, književnih susreta, koncerata i promocija knjiga, osnovala je podružnice Matice hrvatske u Karlobagu, Korenici, Perušiću i Udbini, a tiskala je i "Gospićki spomen zbornik", antologiju gospićke poezije " 100 pjesama 10 gospićkih pjesnika" i tri zbirke pjesama - "Hrvatska jest" Grge Rupčića, "Povratak moru" Ivana Svetića i " Kad nas otme vrijeme" Miroslava Zdunića. Za Gospićki spomen zbornik Matičin ogranak u Gospiću dobio je visoko priznanje - Zlatnu povelju Matice hrvatske, a od Gradskog vijeća Grada Gospića Priznanje Grada Gospića s plaketom "za sveukupan rad i kulturno izdavački doprinos tijekom Domovinskog rata".